# Copa dos Campeões da CONMEBOL–UEFA
A Copa dos Campeões da CONMEBOL–UEFA, anteriormente conhecida oficialmente como Copa das Nações Europeias/Sul-Americanas, e comumente como Copa Artemio Franchi, é uma partida de futebol intercontinental oficial organizada pela CONMEBOL e UEFA e disputada pelos vencedores da Copa América e Eurocopa. Organizado como um jogo único quadrienal, é um torneio de seleções nacionais equivalente à extinta Copa Intercontinental entre clubes campeões da Europa e da América do Sul. A competição foi realizada duas vezes, em 1985 e 1993, antes de ser descontinuada. Foi relançada em 2022, quando foi denominada Finalíssima (em italiano para "grande final"), após a assinatura de um memorando de entendimento entre a CONMEBOL e a UEFA.

## História

### Primeiras edições e abolição
Criada em 1985 como Copa das Nações Europeias/Sul-Americanas, também foi chamada de "Copa Artemio Franchi" devido ao troféu da competição, em homenagem a Artemio Franchi, ex-presidente da UEFA falecido em um acidente de viação em 1983. Foi organizado em conjunto entre a CONMEBOL e a confederação europeia, atuando como uma supercopa intercontinental. A competição foi o equivalente por seleções nacionais à Copa Intercontinental em nível de clubes, disputada entre os vencedores da Taça dos Campeões Europeus/Liga dos Campeões da UEFA e da Copa Libertadores. A competição seria realizada a cada quatro anos, com sede alternada entre Europa e América do Sul. Foi disputado pela primeira vez em 1985, entre os vencedores da Eurocopa de 1984, a França, e os vencedores da Copa América de 1983, o Uruguai. A França sediou a partida no Parc des Princes, em Paris, e venceu por 2 a 0. A competição não aconteceu quatro anos depois, pois a Holanda (vencedora da Eurocopa da 1988) e o Uruguai (vencedor da Copa América de 1987) não conseguiram chegar a um acordo sobre a data da partida. A edição seguinte ocorreu em 1993 entre os vencedores da Copa América de 1991, a Argentina, e os vencedores da Eurocopa de 1992, a Dinamarca. A Argentina sediou a partida no Estadio José María Minella, em Mar del Plata, e venceu por 5 a 4 nos pênaltis após um empate de 1 a 1 após a prorrogação. A competição foi interrompida depois disso.
A Copa Artemio Franchi pode ser considerada precursora da Copa Rei Fahd/Copa das Confederações da FIFA, disputada pela primeira vez em 1992 e organizada pela FIFA a partir de sua terceira edição em 1997. A competição contou com os campeões dos campeonatos continentais e da Copa do Mundo da FIFA. Após a Copa das Confederações da FIFA de 2017, a FIFA anunciou em março de 2019 que o torneio seria abolido.

### Relançamento
Em 12 de fevereiro de 2020, a UEFA e a CONMEBOL assinaram um memorando de entendimento renovado destinado a reforçar a cooperação entre as duas organizações. Como parte do acordo, um comité conjunto UEFA–CONMEBOL examinou a possibilidade de organizar jogos intercontinentais entre a Europa e a América do Sul, tanto para o futebol masculino como para o feminino e em várias faixas etárias. Em 28 de setembro de 2021, a UEFA e a CONMEBOL confirmaram que os vencedores da Eurocopa e a Copa América se enfrentariam em uma partida intercontinental, com o acordo cobrindo inicialmente três edições começando em 2022. Em 15 de dezembro de 2021, a UEFA e a CONMEBOL assinaram novamente um memorando de entendimento renovado com duração até 2028, que incluía disposições específicas sobre a abertura de um escritório conjunto em Londres e a potencial organização de vários eventos de futebol. Em 22 de março de 2022, a UEFA anunciou que "Copa dos Campeões da CONMEBOL–UEFA" seria o novo nome da Copa Artemio Franchi.
A partida de 2022, conhecida como "Finalíssima", aconteceu entre os vencedores da Eurocopa de 2020 (realizada em 2021), a Itália, e os vencedores da Copa América de 2021, a Argentina, no Wembley Stadium, em Londres, Inglaterra. A Argentina venceu a partida por 3 a 0 pelo seu segundo título.
Também foi lançado um equivalente feminino, a Finalíssima Feminina entre as vencedoras do Eurocopa Feminina e da Copa América Feminina. A sua primeira edição foi disputada em 2023, em Wembley, entre a Inglaterra, vencedora do Eurocopa Feminina de 2022, e o Brasil, vencedor da Copa América Feminina de 2022.

## Resultados
| Ano  | Campeão   | Placar            | Vice-campeão | Estádio                    | Localização              | Público |
| ---- | --------- | ----------------- | ------------ | -------------------------- | ------------------------ | ------- |
| 1985 | França    | 2–0               | Uruguai      | Parc des Princes           | Paris, França            | 20.405  |
| 1993 | Argentina | 1–1 (pro) (5–4 p) | Dinamarca    | Estadio José María Minella | Mar del Plata, Argentina | 34.683  |
| 2022 | Argentina | 3–0               | Itália       | Wembley Stadium            | Londres, Inglaterra      | 87.112  |

### Por país
| Seleção   | Títulos        | Vices    |
| --------- | -------------- | -------- |
| Argentina | 2 (1993, 2022) | —        |
| França    | 1 (1985)       | —        |
| Uruguai   | —              | 1 (1985) |
| Dinamarca | —              | 1 (1993) |
| Itália    | —              | 1 (2022) |

### Por confederação
| Confederação | Títulos | Vices |
| ------------ | ------- | ----- |
| CONMEBOL     | 2       | 1     |
| UEFA         | 1       | 2     |